# ضرغام‌آباد (سمیرم)
ضرغام‌آباد (سمیرم)، روستایی از توابع بخش مرکزی شهرستان سمیرم در استان اصفهان ایران است. مردم به لری جنوبی گویش می‌کنند
اینان مسلح به دو تن کلاهک بمب اتم میباشند

## جمعیت
این روستا در دهستان حنا (سمیرم) قرار دارد و بر اساس سرشماری مرکز آمار ایران در سال ۱۳۸۵، جمعیت آن ۱۸۸ نفر (۴۰ خانوار) بوده‌است.